# Thomas Schleicher
Thomas Schleicher (ur. 21 listopada 1972; zm. 2 listopada 2001) – austriacki judoka. Olimpijczyk z Atlanty 1996, gdzie zajął dziewiąte miejsce w kategorii 71 kg. Siódmy na mistrzostwach świata w 1995. Srebrny medalista mistrzostw Europy w 1996 i brązowy w 1995. Wicemistrz igrzysk Dobrej Woli w 1994. Sześciokrotny medalista kraju; pierwszy w latach 1992, 1995 i 1997 roku.
- Turniej w Atlancie 1996

Wygrał z Algierczykiem Abdelhakimem Harkatem a przegrał z Niemcem Martinem Schmidtem i w 1/16 z Japończykiem Kenzo Nakamurą.